# Eva Hart
Eva Miriam Hart MBE (Londres, 31 de janeiro de 1905 – Londres, 14 de fevereiro de 1996) foi uma sobrevivente do naufrágio do RMS Titanic em 15 de abril de 1912.

## Biografia

### Vida pregressa
Hart nasceu em 31 de janeiro de 1905 em Ilford, Londres, Inglaterra, filha única de Benjamin Hart e Esther Bloomfield. Sua mãe tinha se casado anteriormente e tinha diversas crianças de seu primeiro casamento, cujo marido morreu precocemente. Eva foi educada na St. Mary's Convent (mais tarde St. Mary's Hare Park) em Gidea Park, Londres. No começo de 1912, Benjamin decidiu pegar sua família e emigrar para Winnipeg, onde planejava abrir uma farmácia.

### A bordo doTitanic
Hart tinha sete anos de idade quanto ela e seus pais embarcaram no Titanic como passageiros da segunda classe em 10 de abril de 1912 em  Southampton, Inglaterra. Eles tinham originalmente reservado passagens no navio Philadelphia mas a greve de mineiros de carvão em Southampton naquela primavera o impediu de iniciar a viagem e muitos de seus passageiros foram transferidos para o Titanic. Quase instantaneamente,  
sua mãe sentiu-se desconfortável com o Titanic e temia que alguma catástrofe acontecesse. Chamar um navio de inafundável era, em sua mente, rir no rosto de Deus. Com tamanho temor, ela dormia apenas durante o dia e ficava acordada em sua cabine completamente vestida.
Eva estava dormindo quando o Titanic atingiu o iceberg às 23:40 de 14 de abril. Sua mãe estava acordava no momento, e sentiu "um pequeno solavanco." Ela imediatamente pediu que seu marido investigasse o ocorrido e assim, ele deixou sua cabine. Ao voltar ele contou sobre a colisão para sua  esposa e Eva, e após cobri-la com um cobertor, a carregou até o convés dos botes. Ele colocou sua esposa e filha no Bote 14 e lhe disse: 'seja um boa garota e segure a mão da Mamãe'. Foi a última coisa que ele disse à Eva e a última vez que ela o viu.
Ela e sua mãe foram resgatadas pelo RMS Carpathia e chegaram em Nova Iorque em 18 de abril. Seu pai faleceu e seu corpo, se recuperado, nunca foi identificado.

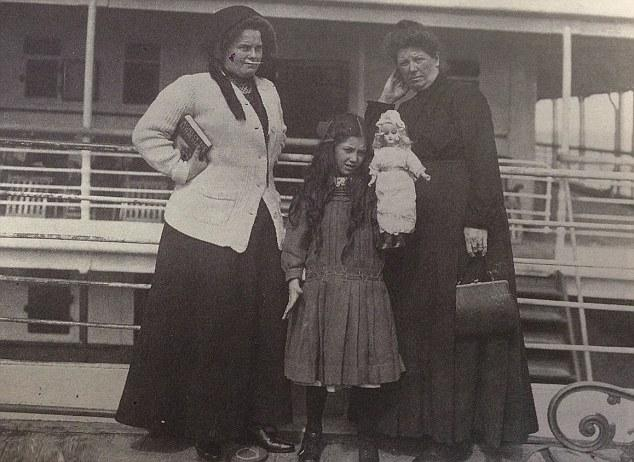
Eva e Esther Hart (ao centro e à direita) após seu retorno para o Reino Unido depois do naufrágio do Titanic.

Logo depois de chegarem em Nova Iorque, ela e sua mãe retornaram para o Reino Unido e Esther posteriormente se casou novamente. Ela foi atormentada  por pesadelos e em consequência da morte de sua mãe em 1928, quando Hart tinha 23 anos, enfrentou seus medos de frente ao reservar um bilhete de um navio de passageiros em direção a Singapura, e se trancando em sua cabine durante quatro dias consecutivos até que um tripulante a fez subir ao convés e os pesadelos foram afastados.

## Morte
Hart morreu em 14 de fevereiro de 1996 em sua casa em Chadwell Heath, duas semanas após seu 91º aniversário. Sua morte deixou oito sobreviventes restantes. Em sua homenagem, um pub em Chadwell Heath tem o nome de 'The Eva Hart'.